# Вер (Ајфел)
Вер (њем. Wehr) општина је у њемачкој савезној држави Рајна-Палатинат. Једно је од 74 општинска средишта округа Арвајлер. Према процјени из 2010. у општини је живјело 1.138 становника. Посједује регионалну шифру (AGS) 7131210.

## Географски и демографски подаци
Вер се налази у савезној држави Рајна-Палатинат у округу Арвајлер. Општина се налази на надморској висини од 308 метара. Површина општине износи 9,9 km². У самом мјесту је, према процјени из 2010. године, живјело 1.138 становника. Просјечна густина становништва износи 115 становника/km².

## Међународна сарадња
| Мјесто | Држава    | Врста сарадње | Од    |
| ------ | --------- | ------------- | ----- |
|        | Француска | партнерство   | 1993. |
| Извор  |           |               |       |